# Ficedula narcissina
El papamoscas narciso (Ficedula narcissina) es una especie de ave paseriforme de la familia Muscicapidae nativa de Asia oriental. El nombre del ave es una referencia al color amarillo de muchas variedades de flores de narciso.

## Distribución
Es nativa del este Asia, desde Sajalín al norte, a través Japón, Corea, China continental y Taiwán, invernando en el sureste de Asia, incluyendo las Filipinas y Borneo. Es altamente migratorio, se han encontrado aves vagabundas en Australia en el sur y en Alaska en el norte.

## Descripción
Los machos son muy distintivos en plumaje nupcial, tiene una corona y una capa negra, la garganta es de color naranja brillante con el pecho y las partes inferiores más pálidas, tiene una ceja y la rabadilla de color amarillo anaranjado, las alas son negras con un parche alar blanco y la cola negra. Los machos no reproductores tienen diferentes niveles de coloración amarilla. Las hembras son completamente diferentes, generalmente son de colorar marrón, alas de color oxidado y anillo ocular dos tonos.
Se alimenta principalmente de insectos, y vive en bosques de hoja caduca.

## Subespecies
Se reconocen dos subespecies:
- Ficedula narcissina narcissina (Temminck, 1836)
- Ficedula narcissina owstoni (Bangs, 1901)